# 興國州
興國州是湖北歷史上的一個行政單位。明代置。
宋太平興國二年（977年），以永興縣置永興軍，太平興國三年（978年），改永興軍名興國軍，隸江南西道，領永興縣、通山縣、大冶縣3縣。崇寧元年（1103年），屬江西路。元至元十四年（1277年）．升興國軍為興國路總管府，屬江西行省，仍領三縣。至元十七年（1280年），興國路總管府屬江淮行省蘄黃道。至元十九年（1282年），屬江西道。至元三十年（1293年），改屬湖廣行省江南湖北道。至正十一年（1351年），徐壽輝克興國路，改興國路總管府名興國軍。元至正二十年、陳友諒大義元年（1360年），陳友諒改興國軍為興國路：至正二十四年（1364年），朱元璋改興國路為興國府，屬湖廣行省。洪武九年（1376年）四月降興國府為興國州，隸湖廣布政使司武昌府，省永興縣以州治，領通山、大冶2縣。清初，興國州仍領通山、大冶，同屬湖北布政使司武昌府。康熙三年（1664年）起，興國州不再領縣，屬武昌府。民國元年（1912年），改興國州為興國縣，隸湖北省江漢道。